# وفاة وجنازة يوسف ستالين
توفي يوسف ستالين، الزعيم الثاني للاتحاد السوفيتي، في 5 مارس 1953 في كونتسيفو داشا عن عمر يناهز 74 عامًا بعد إصابته بجلطة دماغية. وأقيم جنازة رسمية مع إعلان الحداد الوطني لمدة أربعة أيام. تم تحنيط جسده بعد ذلك ودفنه في ضريح لينين وستالين حتى عام 1961. وكان نيكيتا خروتشوف وجورجي مالينكوف وفياتشيسلاف مولوتوف ولافرنتي بيريا مسؤولين عن تنظيم الجنازة.

## المرض والموت

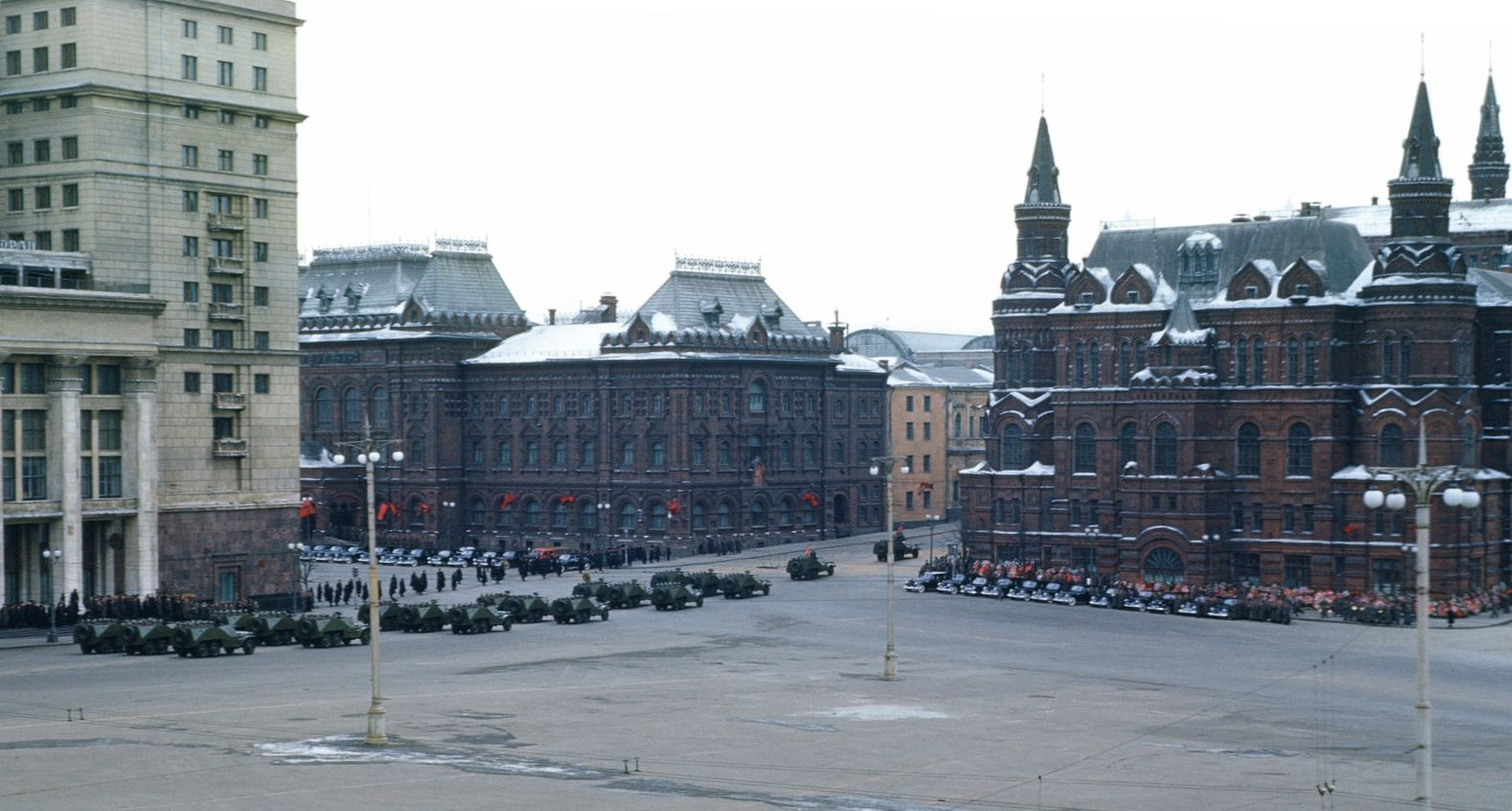
جنازة جوزيف ستالين، تم تصويرها بواسطة الملحق العسكري المساعد الأمريكي الرائد مارتن مانهوف من شرفة السفارة

تدهورت صحة ستالين مع نهاية الحرب العالمية الثانية. عانى من تصلب الشرايين نتيجة للتدخين المفرط، وسكتة دماغية خفيفة في وقت قريب من موكب النصر (مايو 1945)، ونوبة قلبية حادة في أكتوبر 1945.
تم وصف الأيام الثلاثة الأخيرة من حياة ستالين بالتفصيل، أولاً في الإعلانات السوفيتية الرسمية في البرافدا، ثم في ترجمة إنجليزية كاملة تلتها بعد ذلك بوقت قصير في الملخص الحالي للصحافة السوفيتية. كما وصف فولكوجونوف، في 28 فبراير 1953، اجتمع ستالين وعدد قليل من دائرته المقربة، المكونة من مالينكوف، ومولوتوف، وبيريا، وخروتشوف وعدد قليل من الأشخاص الآخرين معًا في أمسية ترفيهية وشرب. تفرق الضيوف في حوالي الساعة 4:00 صباحًا في 1 مارس وتقاعد ستالين إلى مسكنه الخاص مع تعليمات صارمة بعدم إزعاجه حتى سماع أصوات تشير إلى أنه قد استيقظ. مر الوقت ولم تسمع أصوات طوال اليوم. في حوالي الساعة 11:00 مساءً. في 1 مارس، دخلت مدبرة منزله غرفته بحذر ووجدته ملقى على الأرض، يرتدي بنطال بيجامة وقميص. كان فاقدًا للوعي، ويتنفس بصعوبة، وسلسًا، ولا يستجيب لمحاولات إيقاظه. تم استدعاء بيريا، وعند رؤيته، قلل من حقيقة أنه كان فاقدًا للوعي، وعزا ذلك إلى استهلاك الكحول، وغادر.
في الساعة 7:00 من صباح 2 مارس / آذار، تم استدعاء بيريا ومجموعة من الخبراء الطبيين لفحصه. بناءً على فحصهم، الذي كشف عن ضغط دم قدره 190/110 وشلل نصفي في الجانب الأيمن، خلصوا إلى أن ستالين، الذي كان له تاريخ معروف من ارتفاع ضغط الدم غير المنضبط، قد أصيب بسكتة دماغية نزفية شملت الشريان الدماغي الأوسط الأيسر. تلقى خلال اليومين التاليين علاجات متنوعة؛ وفي محاولة لخفض ضغط دمه، الذي ارتفع إلى 210/120، تم وضع تطبيقين منفصلين من ثمانية علقات لكل منهما على رقبته ووجهه خلال اليومين التاليين. ومع ذلك، استمرت حالته في التدهور وتوفي الساعة 9:50 مساءً. في 5 مارس 1953.
ثم تم نقل جثته إلى مكان غير محدد وتم تشريح الجثة، وبعد ذلك تم تحنيطها للعرض على الجمهور. لم تنجح محاولات تحديد موقع تقرير التشريح الأصلي حتى وقت قريب، ولكن تم الإبلاغ عن أهم النتائج في نشرة خاصة في برافدا في 7 مارس 1953، على النحو التالي:
كما تم تلخيصه أعلاه، بدلاً من اقتراح مؤامرة من قبل بيريا، الذي وقع عليه الشبهات بسبب إخباره المزعوم لمولوتوف «لقد أخرجته» في وقت ما، وتأخيره المتعمد على ما يبدو في الحصول على العلاج الطبي لستالين، كانت التغييرات الجسدية التي لوحظت أثناء تشريح الجثة بما يتفق مع التغيرات خارج الجمجمة التي تحدث غالبًا في ضحايا السكتة الدماغية. روى ابن لافرينتي بيريا، سيرجيو بيريا، لاحقًا أنه بعد وفاة ستالين، أبلغت والدته نينا زوجها أن «وضعك الآن أكثر خطورة مما كان عليه الحال عندما كان ستالين على قيد الحياة». اتضح أن هذا صحيح. بعد عدة أشهر، في يونيو 1953، تم القبض على بيريا ووجهت إليه تهم بارتكاب مجموعة متنوعة من الجرائم، ولكن، بشكل ملحوظ، لم يكن أي منها يتعلق بوفاة ستالين. تم إعدامه بعد ذلك بأمر من زملائه السابقين في المكتب السياسي، ولكن هناك قصص متضاربة حول متى وأين حدث ذلك.

## خدمة الجنازة
في 6 مارس، تم عرض التابوت مع جسد ستالين في قاعة الأعمدة في مجلس النقابات، وبقي هناك لمدة ثلاثة أيام. في 9 مارس، تم تسليم الجثة إلى الميدان الأحمر قبل دفنها في ضريح لينين (حيث كانت ستبقى في حالة حتى عام 1961). تم إلقاء الخطب من قبل خروتشوف ومالينكوف ومولوتوف وبيريا، وبعد ذلك حمل حاملو النعش التابوت إلى الضريح. أثناء دفن جثة ستالين، لوحظت لحظة صمت في جميع أنحاء البلاد ظهرًا بتوقيت موسكو. مع دقات أجراس برج الكرملين، دقت صفارات الإنذار والأبواق في جميع أنحاء البلاد جنبًا إلى جنب مع 21 طلقة تحية أطلقت من داخل حرم الكرملين. كما أقيمت احتفالات مماثلة في دول أخرى من حلف وارسو إلى جانب الصين ومنغوليا وكوريا الشمالية. مباشرة بعد انتهاء الصمت، عزفت فرقة عسكرية نشيد الدولة السوفياتي، وبعد ذلك، أقيم عرض عسكري لحامية موسكو تكريما لستالين. في إطار الجهود التي يبذلها الجمهور لتقديم احترامهم لنعش ستالين، تم سحق عدد من الناس وداسوا حتى الموت. قدم خروتشوف لاحقًا تقديرًا بأن 109 أشخاص لقوا حتفهم في الحشد، على الرغم من أن العدد الحقيقي للوفيات ربما كان بالآلاف.